# 比利·珍
《Billie Jean》是美國著名歌手迈克尔·杰克逊專輯《Thriller》的第二張單曲。原本另一位製作人昆西·瓊斯不喜歡這首歌，原因在於前奏太長，但迈克尔執意要保留。這首歌除了獲得葛萊美獎外，也打破了MTV長期以來的種族隔閡，成為第一個在MTV播放MV的黑人歌手。

## 單曲碟曲目
- UK 7" Single (Epic EPCA 3084)

1. Billie Jean 4:57
2. It's The Falling In Love 3:48

- USA 7" Single (Epic 34 03509)

1. Billie Jean 4:57
2. It's The Falling In Love 3:48

- UK 12" Single (Epic EPCA 13.3084)

1. Billie Jean (extended) 6:20
2. Billie Jean (instrumental) 6:20
3. It's The Falling In Love 3:48

## 現場表演
因為“Billie Jean”是迈克尔·杰克逊最杰出的作品之一，所以迈克尔在三次個人巡演上，以及在杰克逊五人组樂隊1984年的“Victory巡迴演唱會”上都進行了表演。迈克尔幾乎在所有的演唱會上都現場演唱了它，不過在1996年以后，迈克尔通常是以對口型的方式進行表演，只在歌曲的結尾即兴段真唱（由于舞蹈劇烈和身體健康等原因）。配合這只歌曲的舞蹈是非常絕妙的，尤其是歌曲結末時的即興表演。迈克尔對它的舞蹈詮釋在“HIStory”巡演中表現得最為突出。
最賞心悅目的“Billie Jean”表演出現在“Motown 25周年”（對口型）紀念晚會上，以及一些經過剪輯的現場串烧表演上，如95年MTV VMA大獎（對口型）、99年德国、韩国慈善演唱會。它還在1996年“HIStory”文萊熱身演出（完全現場演繹）上和2001年紐約的MJ30周年獨唱生涯紀念演唱會（部分對口型）上表演過。
另外，在1983年Motown 25周年紀念晚會上的“Billie Jean”表演，迈克尔首次向世界展示了特殊的“月球漫步”（Moonwalk）。這場表演征服了世界，也讓《Thriller》的銷量更上一層樓。